# Richard Bland

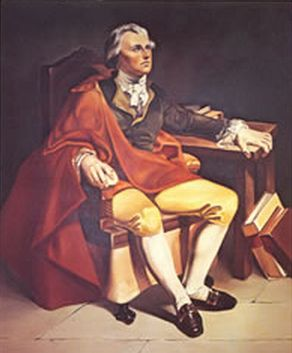
Richard Bland

Richard Bland (* 6. Mai 1710 im Orange County, Colony of Virginia; † 26. Oktober 1776 in Williamsburg, Virginia) war ein US-amerikanischer Politiker. In den Jahren 1774 und 1775 war er Delegierter für Virginia im Kontinentalkongress.

## Werdegang
Richard Bland war ein Onkel des Kongressabgeordneten Theodorick Bland  (1742–1790). Seine Familie war in Virginia sehr angesehen und mit vielen führenden Politikern direkt oder indirekt verwandt. Einer seiner Cousins war der spätere US-Präsident Thomas Jefferson. Er besuchte die öffentlichen Schulen seiner Heimat und studierte danach am College of William & Mary sowie an der University of Edinburgh in Schottland. Er hat Jura studiert und wurde als Rechtsanwalt zugelassen, hat aber nie als solcher praktiziert. Schon früh erbte er die familieneigene Farm, auf der er dann die meiste Zeit seines Lebens verbrachte.
Bland war Friedensrichter in seiner Heimat und seit 1739 Mitglied der Miliz. Zwischen 1742 und 1775 saß er im House of Burgesses von Virginia. In den 1770er Jahren schloss er sich nach anfänglichem Zögern der Revolutionsbewegung an. 1773 war er Mitglied im  Committee of Correspondence Virginias; von 1774 bis 1775 saß er im Kontinentalkongress. Anschließend wurde er erneut in dieses Gremium gewählt. Er lehnte aber eine weitere Amtszeit ab und nahm das verlängerte Mandat nicht an. In den Jahren 1775 und 1776 war er Delegierter zu den Virginia Revolutionary Conventions. 1776 wurde er in das Abgeordnetenhaus von Virginia gewählt. Er starb am 26. Oktober desselben Jahres.